# Айорео (мова)
Айорео (Ayoré, Ayoreo, Garaygosode, Guarañoca, Guidaigosode, Koroino, Moro, Morotoco, Poturero, Pyeta, Pyeta Yovai, Samococio, Sirákua, Takrat, Totobiegosode, Yanaigua, Yovai) — самукоанська мова, якою розмовляє народ айорео, що проживає у містах Арокохнаді, Гідайчай, Ісла-Альта, Кукаані департаменту Альто-Парагвай; у містах Кампо-Лоро, Тунокохай, Хесуді, Ебетоге департаменту Бокерон у Парагваї, а також у містах Белен, Гідай-Ічай, Мотаку, Поса-Верде, Пуесто-Пас, Рінкон-дель-Тігре, Санта-Крус-де-ла-Сьєрра, Санта-Тересіта, Сапоко, Тобіте, Уруку провінцій Буш, Ньюфло-де-Чавес, Сандоваль, Чикітос; департаменті Санта-Крус регіону Гран-Чако у Болівії. Має діалект циракуа.
Група у Болівії називає себе «айорео», а у Парагваї — «моротоко».